# Batalla de Bornos (1812)
La batalla de Bornos del 31 de mayo de 1812 fue una batalla entre las fuerzas españolas (comandadas por Francisco Ballesteros) que atacaron una división imperial francesa bajo el comando de Nicolas François Conroux. A pesar del ataque por sorpresa realizado por los españoles, la superior en número fuerza francesa contraatacó y consiguió repeler el asalto. Las tropas españolas sufrieron pérdidas considerablemente más altas que las francesas. Bornos se encuentra a 64 km al este de Jerez de Frontera. La batalla ocurrió durante la Guerra de la Independencia Española, parte de las guerras napoleónicas.

## Batalla
En marzo de 1812, el General de División Nicolas François Conroux tomó la villa de Bornos con una división de 5.445 hombres en ocho batallones más artillería de apoyo. Francisco Ballesteros salió de Gibraltar a principios de mayo y marchó hacia Bornos. Cubierto por una niebla, las tropas españolas atacaron la población y obtuvo una ventaja inicial. Aun así, Conroux fue capaz de relanzar sus tropas y empezó a lanzar una serie de contraataques. Las tropas francesas incluyeron el 9.º Ligero y 96.º Regimiento de Infantería de Línea, el 5.º Regimiento de Cazadores a Caballo, y un escuadrón del 2.º Regimiento de Cazadores a Caballo. Al final, Conroux fue capaz de derrotar Ballesteros, capturando 600 soldados españoles, cuatro cañones, y dos banderas. El historiador Digby Smith listó las unidades francesas en dos batallones, uno del 9.º Ligero y otro del 96.ª en línea, un batallón de la 16.ª ligera, y el 5.º de cazadores a caballo sumando un total de 4,500 hombres. También supuso que Ballesteros perdió 1,500 soldados y cuatro cañones de una fuerza total de 8,500 unidades. David Gates contabilizó que los franceses perdieron aproximadamente 500 unidades y Herrero estuvo de acuerdo con que los hombres de Conroux causaron pérdidas totales de aproximadamente 1500 en sus enemigos.
Una Batalla anterior en Bornos ocurrió el 5 de noviembre de 1811. Tres columnas francesas no tuvieron éxito en un intento de atrapar una fuerza española dirigida por Ballesteros. En cambio, el general español desprendió una de las columnas y fue capaz de cambiarla de lado, el batallón español Juramentado.